# Hausen (Miltenberg)
Hausen è un comune tedesco di 1 984 abitanti, situato nel land della Baviera.